# Censura en Venezuela
La censura en Venezuela se refiere a todas las acciones que se pueden considerar como la supresión de la libertad de expresión en el país. La ONG Reporteros Sin Fronteras, en su informe anual de 2017, ubica al país en el puesto 137 de 180 países evaluados respecto al grado de libertad de prensa existente, concluyendo que desde 2010 se realizan detenciones abusivas y juicios por difamación a periodistas.

## Antecedentes

### Época colonial
Durante la época de la colonia la censura estuvo presente. El Consejo de Indias fue el organismo encargado de censurar los libros para las colonias españolas. Por medio de este organismo se creó el cargo de cronista de indias, quien era el encargado de escribir la historia oficial, apegada al punto de vista de la corona y censurando aquellas visiones contrarias a sus intereses.La introducción, posesión, impresión y venta de libros no permitidos podía acarrear multas e incluso la pena de muerte.
Entre las primeras obras prohibidas se encontraban las incluidas en el Index librorum prohibitorum, una lista de publicaciones prohibidas por la iglesia católica. También fueron prohibidos libros de caballerías, como el Amadís de Gaula, pues solo se autorizaban obras de carácter religioso.En el siglo XVIII fueron censuradas algunas obras de teatro de carácter épico e históricas debido a que contaban historias de degollamiento de reyes o las caídas de sus regímenes.Además, con el paso de los años se fueron prohibiendo obras y autores que pregonaban la independencia y las ideas de la ilustración.
La Inquisición llegó a solicitar una orden de detención en contra de Francisco de Miranda por la compra de libros de Hume, Locke y otros, sumado también a que Miranda tuvo contactos donde sostuvo conversaciones «(...) donde se discutían temas de interés político, se comentaban obras prohibidas y se opinaba, negativamente, por supuesto, de la Inquisición (...)».Otro que fue perseguido por la posesión de libros prohibidos fue el médico canario, Juan Perdomo, quien ejercía el cargo de Teniente de Justicia Mayor en La Victoria desde 1778. Perdomo mostró una actitud crítica hacia algunas autoridades políticas y religiosas, por todo esto fue encarcelado, desterrado y sus libros confiscados.
Mientras que el clérigo Baltasar de los Reyes Marrero, quien se dedicaba a impartir la cátedra de filosofía en la Universidad de Caracas fue acusado en 1789 en la Corte de Madrid como un «infiel a Dios». La acusación se debió a que Marrero en su cátedra dejó de lado las enseñanzas de la escolástica y el aristotelismo, dándole prioridad a temas científicos relacionados con el álgebra, aritmética y geometría.El sacerdote fue encontrado culpable, se le impuso una multa y se estableció que sus enseñanzas de conocimientos científicos no fueran obligatorios, ante esta situación Marrero renunció.
Durante esta época también se fue desarrollando una serie de normativas sustentadas en la moral religiosa en contra de espectáculos públicos que se consideraban atentaban en contra de las buenas costumbres. Muchas de estas se mantuvieron tras la instauración de la república.

## Historia

### SigloXIX
Desde el siglo XIX la figura del censor se encontraba presente en algunos medios y su función era revisarlos y retirar información no aprobada previa a su publicación. En el primer periódico venezolano, la Gazeta de Caracas, estaba presente un funcionario encargado de la censura. En la primera edición de la Gazeta en 1808 se publicó:
«Al mismo tiempo que se solicita la asistencia de todas las personas instruidas en las Ciencias y Artes, se da al público la seguridad de que nada saldrá de la prensa sin la previa inspección de las personas que al intento comisione el Gobierno, y que por consiguiente de nada en quanto se publique se hallara la menor cosa ofensiva a la Santa Religión Católica, a las leyes que gobiernan el pays, a las buenas costumbres, ni que pueda turbar el reposo o dañar la reputación de ningún individuo de la sociedad, a que los propietarios de La Prensa tienen en el día el honor de pertenecer».
Uno de los responsables de la gazeta, el irlandés John F. Willox, fue acusado en la Corte de Madrid por difundir contenidos políticos en contra de la corona. La corte decidió su expulsión a Trinidad.
Durante la guerra de independencia el uso de la imprenta fue clave para los dos bandos en combate. En 1806, durante un intento de desembarcar en costas venezolanas para iniciar la lucha independentista, el militar Francisco de Miranda trae la primera imprenta de la nación. El intento fracasó y fueron apresados varios de los involucrados, entre ellos se encontraba el periodista inglés Miles Hall, quien fue ejecutado posteriormente.
El Correo del Orinoco fue uno de los principales periódicos que difundía la información del bando patriota y en 1819 apareció publicado la noticia sobre el decreto de la libertad de prensa. En 1822 el impresor del diario, el inglés Andrés Roderick, fue capturado en la ciudad de Maracaibo por las fuerzas realistas y obligado a colaborar con la imprenta de la corona.Roderick posteriormente describiría su labor con los realistas, donde denunciaba la manipulación de información, la divulgación de información falsa y la censura.
Desde 1824 el político y periodista Antonio Leocadio Guzmán destacó por sus artículos publicados en el diario El Constitucional, en donde criticaba a algunos políticos y al militarismo imperante en el país. Estas opiniones provocaron que fuera sometido a un juicio por el militar José Antonio Páez.Un año después, Guzmán fue herido en su rostro de varios sablazos que le propinó el militar José Ignacio Abreu y Lima por haber publicado un artículo en donde le hizo una feroz crítica, aunque este último fue detenido por el hecho.
Mientras que en 1828, luego del intento de asesinato contra el militar Simón Bolívar fueron prohibidos varios libros de legislación del filósofo utilitarista Jeremy Bentham, debido a que el principal autor intelectual del intento, el militar Francisco de Paula Santander, era seguidor de las ideas del inglés. Bentham, quien había mantenido una buena relación epistolar con Bolívar, calificó al Libertador como un déspota por la prohibición de sus libros.
Tras alcanzar la independencia, el nuevo gobierno garantizó la libertad de imprenta, sin embargo, durante el siglo XIX el país estuvo envuelto en una serie de guerras civiles y bajo gobiernos autoritarios controlados por caudillos. Si bien existió cierta tolerancia con la prensa, también hubo represión política y en ocasiones la libertad de expresión era limitada, por lo que algunos autores recurrieron al anonimato para publicar sus críticas al gobierno, en especial en obras de teatro y caricaturas.
Durante los gobiernos de José Antonio Páez, quien estuvo al poder entre varios periodos, se mostró en la mayoría de las veces como un defensor de la libertad de expresión. A pesar de recibir varias críticas por parte de la prensa, durante su gobierno se contuvieron varias iniciativas judiciales que buscaban imponer medidas de censura e incluso llegó a objetar la Ley de Imprenta de 1839 por considerarla restrictiva contra los impresores.

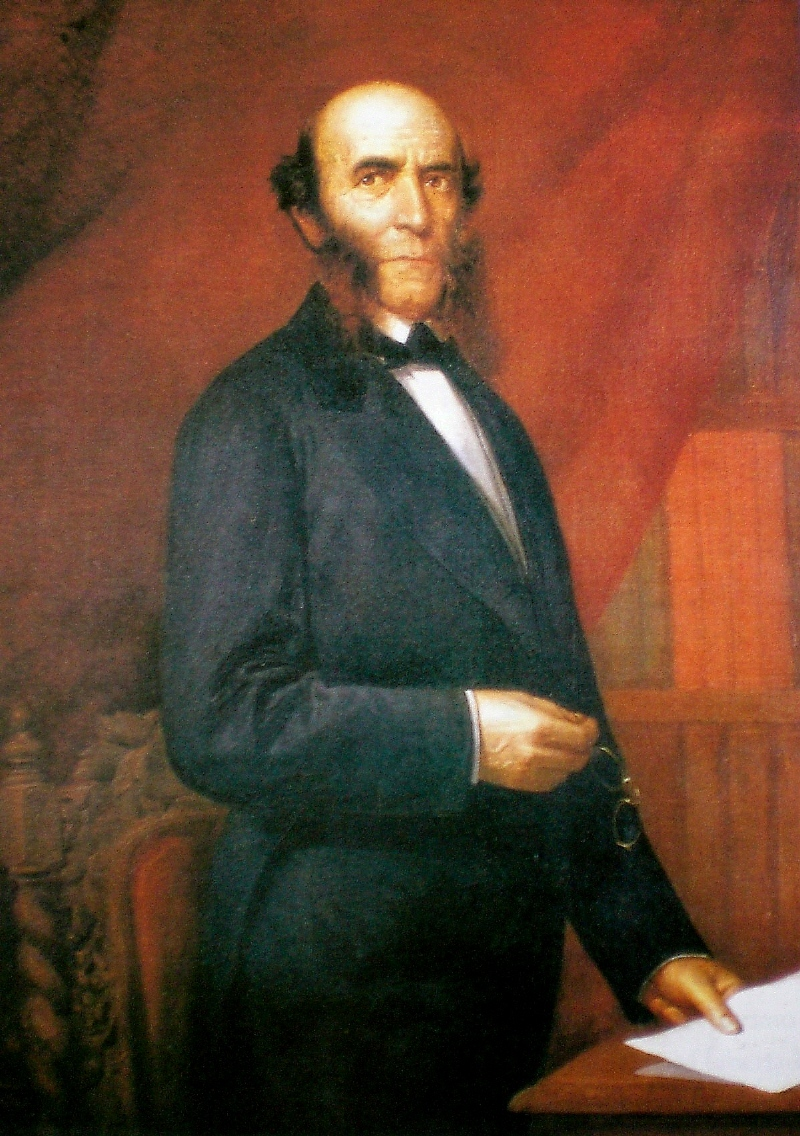
Antonio Leocadio Guzmán fue atacado, sometido a juicios y exiliado por las opiniones escritas en sus artículos.

En 1840 se fundó el diario El Venezolano por Antonio Leocadio Guzmán y que estuvo asociado al Partido Liberal. Desde este medio se mantuvo una actitud crítica contra algunos políticos, teniendo como lema «Más quiero una libertad peligrosa que una esclavitud tranquila».Esto le ganó ciertas antipatías a Guzmán, aunque el diario no fue censurado, pero llegó a varios intentos de juicio. En 1844 Juan Pérez, director del Banco Nacional de Venezuela, demandó por difamación Guzmán por una serie de artículos en donde se le acusaba de corrupción. El día de la sentencia una muchedumbre ingresó por la fuerza al jurado de donde sacaron a Guzmán y lo pasearon como un héroe por las calles.
En 1845 se publicó la última edición de El Venezolano con la frase editorial «saber callar a tiempo es más que saber hablar». A pesar de esto, Guzmán siguió en la prensa y la política, lo que le valió persecución y exilio. Durante el segundo gobierno de Carlos Soublette en 1846 fue encarcelado y exiliado por supuestamente promover una insurrección campesina en contra del gobierno. Años después, durante el gobierno de Julián Castro Guzmán fue expulsado del país por la actitud crítica contra el gobierno que expresaba en sus artículos publicados en el diario La Convención.
Durante la dictadura de Antonio Guzmán Blanco fue aplicada la censura. El periódico oficial La Opinión Nacional se encargaba de adular al dictador y evitar que se publicara información negativa sobre su régimen. Según un relato del médico Carl Sachs, en una ocasión un ciudadano quiso publicar un artículo crítico con el gobierno en el diario, pero este fue rechazado. El escritor, quien conocía a Guzmán, le preguntó si podía publicar su artículo y Guzmán le respondió «Seguramente, moncher; el artículo puede imprimirse, pero inmediatamente sale Usted para la cárcel».
En 1893 el gobernador de Caracas prohibió una serie de espectáculos en algunos recintos que atentaban, según las autoridades, contra la moral y provocaban desórdenes. A pesar de esto, las obras de ópera clásica que se representaban en los teatros no fueron prohibidas, pero se vetaron obras de carácter popular como comedias, sainetes y espectáculos de variedades.

### SigloXX

#### Dictadura de Cipriano Castro
Tras la llegada al poder de la dictadura de Cipriano Castro se comienzan a aplicar una serie de medidas opresivas en donde la censura formó una parte clave de su aparato represor. Según el historiador José Gerbasi diariamente se le enviaba al dictador un reporte con la información publicada en la prensa para su análisis. El peculiar reporte informaba por medio de metáforas la postura de los periódicos con frases como «los periódicos de Valencia como en misa. Los de puerto Cabello son apacibles como las aguas del mar (...)». También se fundó el diario oficial El Constitucional, dirigido por Gumersindo Rivas y que difundía la propaganda del régimen. Tras el fin de la dictadura sus oficinas fueron saqueadas y Rivas se exilió.
Durante la dictadura varios periodistas fueron encarcelados y varios periódicos cerrados. En 1899 fueron detenidos los periodistas Carlos Pumar, Fernando Pumar y Pedro Manuel Ruiz por sus críticas al gobierno. Un año después fue clausurado el diario La Linterna Mágica dirigido por Maximiliano Lores quien fue detenido.Otros periodistas fueron enviados a la rotunda entre los que se encontraban Alberto González Briceño del diario El Obrero, Rafael Golding y José del Carmen Hernández de El Trueno, Juan Leuser de El Encamisado y otros.Además, varios diarios regionales fueron prohibidos como El Diario Católico, El Mudo, Ecos del Yaracuy, El Ñaure, entre otros.
Entre 1901 y 1903 se produjo la Revolución Libertadora un intento para derrocar a la dictadura. Esta contó con la financiación de empresas extranjeras entre las que se encontraba la Compañía Francesa de Cables Telegráficos (CFCT). Ante el fracaso del intento, Castro rompió relaciones con Francia y expulsó a la CFCT, lo que provocó que muchos medios no pudieran recibir información de noticias extranjeras, ya que provenían del cable telegráfico propiedad de la empresa francesa.
Castro también censuró la obra de teatro satírica «La restauración liberal, el ejército y la escuadra» de un autor anónimo. La obra en su portada mostraba a Castro disfrazado de payaso y parodiaba su gobierno. El dictador conservaba una copia de la misma en la que había escrito en la portada «otra gracia de estos canallas».

#### Dictadura de Juan Vicente Gómez
Durante la dictadura de Juan Vicente Gómez se prosigue con la política de censura de su predecesor, Cipriano Castro. Si bien en un comienzo el régimen muestra una actitud tolerante esta va cambiando progresivamente deteniendo a varios periodistas y clausurando periódicos. Ante esto surgen una serie de publicaciones clandestinas que denuncia los abusos del régimen provocando que muchos de sus redactores fueran detenidos y sometidos a torturas.
El periodista Rafael Arévalo González, director de El Pregonero, fue encarcelado en La Rotunda por haber apoyado al político y abogado Félix Monte. Años atrás su periódico fue sacado de circulación por exigir la detención del primo del dictador, Eustoquio Gómez, por el asesinato de Luis Mata Illas.La misma suerte corrieron los periodistas Cándido de Armas, López Bustamente y Rafael Domínguez por publicar información a favor de los aliados en la Primera Guerra Mundial. Su prisión se debió a que el dictador apoyaba a Alemania en el conflicto.Mientras que los humoristas y caricaturistas Leoncio Martínez, Francisco Pimentel, Rafael Muñoz Tébar y Maximiliano Lores, fueron encarcelados en varias ocasiones.
Un caso particular fue el del periodista Antonio Calcaño Herrera del diario El Heraldo. Calcaño Herrera junto con los periodistas Arturo Cova y Marcos Vargas se negaban a nombrar al dictador en su periódico provocando las amenazas y hostilidades del régimen. Calcaño Herrera era citado a la sede de la Gobernación del Distrito Federal donde se le preguntaba que «Por qué no elogiaba al General en su periódico», esta actitud de acoso se mantuvo hasta la muerte de Calcaño Herrera en 1929.
Durante la dictadura también fueron censurados el cine y el teatro. En 1916 se publicó el Reglamento de Teatros y Espectáculos Públicos, el cual fue aprobada por el hermano del dictador, Juan Crisóstomo Gómez. En el reglamento se expresaba que ninguna obra podría «representarse sin antes ser vista y estudiada por el Inspector General de Teatros y Espectáculos Públicos, quien aprobará las que puedan ser llevadas a la escena».
Mientras los opositores debían enfrentar la censura, la prensa oficial, entre las que se encontraba los periódicos El Nuevo Diario y La Esfera, exponía banalidades relacionadas con corridas de toros o fiestas donde participaba Gómez. Tras la muerte del dictador en 1935 muchedumbres se encargaron de destruir las sedes oficiales de los medios y quemar sus imprentas.

#### Gobierno de Eleazar López Contreras
Al inicio del gobierno de Eleazar López Contreras se había prometido garantizar la libertad de expresión, pero a los pocos días de llegar al poder se suspendieron las garantías constitucionales y se restableció la censura. El gobierno creó la Oficina de Censura que revisaba los contenidos tanto de los periódicos y la radio.
Durante el régimen de López Contreras fueron encarcelados varios periodistas, además fueron multados y cerrados varios periódicos. Por órdenes de Félix Galavís gobernador del Distrito Capital se prohibió la propaganda comunista y se estableció un fuerte control sobre las publicaciones escritas y la radio, cuyos contenidos emitidos debían tener un «visado por la censura» aprobado por las autoridades.En 1936 el periodista Hernani Portocarrero fue condenado a dos años de prisión por publicar un escrito antimilitarista.Mientras que en 1937 el semanario Fantoches dirigido por el periodista Leoncio Martínez fue suspendido por orden del gobernador del Distrito Capital, el militar Elbano Mibelli.
El régimen trató de aprobar una ley de prensa y una de publicidad que tenían como objetivo establecer mecanismos de control más estrictos, sin embargo, estas no fueron aprobadas.A pesar de eso, los ataques a la prensa continuaron. Mientras que el diario oficial, Crítica, difundía la propaganda del gobierno, incluso muchos artículos escritos por el propio López Contreras.

#### Gobierno de Isaías Medina Angarita
Durante el gobierno de Isaías Medina Angarita a pesar de que se permitió cierto grado de la libertad de expresión, fueron detenidos los periodistas José «Kotepa» Delgado, Raúl Domínguez, Alfredo Tarre Murzi y Raúl Juan López. Estas detenciones provocaron el rechazó de la Asociación Venezolana de Prensa (AVP) lo que influyó en la posterior liberación de los detenidos.
Otros periodistas también fueron en ocasiones hostigados, multados y encarcelados por autoridades regionales. En uno de estos casos fue detenido el periodista Jesús Salvador Hernández por criticar los fallos en el servicio de distribución de agua potable en la isla de Margarita. Mientras que el periodista Rafael Maradey Torres fue expulsado del estado Aragua por una supuesta «conducta peligrosa y perjudicial para el orden público».A pesar de algunas detenciones contra periodistas no se sancionaron o cerraron periódicos.

#### Trienio Adeco
Tras el derrocamiento de Medina Angarita se inició el periodo conocido como el trienio Adeco. Luego del golpe, la junta de gobierno prohibió publicar información sobre movimientos de tropas y amenazó con detener periodistas que defendieran al régimen anterior. Además, fue incautado el diario El Tiempo por supuestas cercanías al gobierno de Medina Angarita.Posteriormente, fue prohibido el semanario El Morrocoy Azul y fue confiscado el periódico Ahora y detenido su director, acusado de ser la prensa oficial del régimen de Isaías Medina Angarita.
En 1946 comenzó el juicio en contra de exfuncionarios del gomecismo, lopecismo y medinismo por estar supuestamente involucrados en corrupción. Uno de los investigados fue el escritor Arturo Uslar Pietri, quien estaba exiliado. Uslar Pietri publicó un comunicado que fue publicado por los periódicos El Heraldo y La Esfera, lo que provocó la detención de los representantes de ambos periódicos y días después fue saqueada la sede de El Heraldo por supuestos miembros del partido Acción Democrática (AD).También fueron detenidos los periodistas Gabriel Casanova y Jesús Nieves; y se prohibió una conferencia de prensa del político Jóvito Villalba transmitida por radio.
Según el periodista Eleazar Díaz Rangel desde la década de 1940 toma auge el uso de la prensa partidista y parcializada en temas políticos. Algunos de los principales periódicos eran órganos de prensa oficiales de partidos y en otros los dueños eran miembros de algunos o cercanos a estos. Esto fomentó, según Díaz Rangel, un mecanismo de censura por medio de silenciar a los candidatos contrarios o ignorando información del partido contrario.
En 1946 se fundó el partido Copei y durante su primer acto público se produjeron altercados que dejaron dos fallecidos. Los diarios El Nacional y Últimas Noticias cubrieron los sucesos contando la versión oficial, sin incluir ninguna opinión de algún miembro de Copei e incluso se calificó al partido de «organización reaccionaria» y fascista.

#### Dictadura de Marcos Pérez Jiménez
Tras el golpe de Estado de 1948 se instaló una junta militar que entre algunas de sus primeras acciones fue clausurar el periódico El País vinculado con el partido Acción Democrática y un año después sufrió el mismo proceso Tribuna Popular, el periódico oficial del Partido Comunista de Venezuela.Posteriormente, fueron multados o clausurados diversos medios y varios periodistas fueron encarcelados.
En 1949 se creó la Junta de Examen, un organismo gubernamental que se encargaba de decidir que información era publicada en la prensa. Vitelio Reyes, fundador del Frente Nacional Anticomunista y uno de los miembros de la junta, se volvió reconocido por su lápiz rojo con el que tachaba lo que no podía ser publicado.

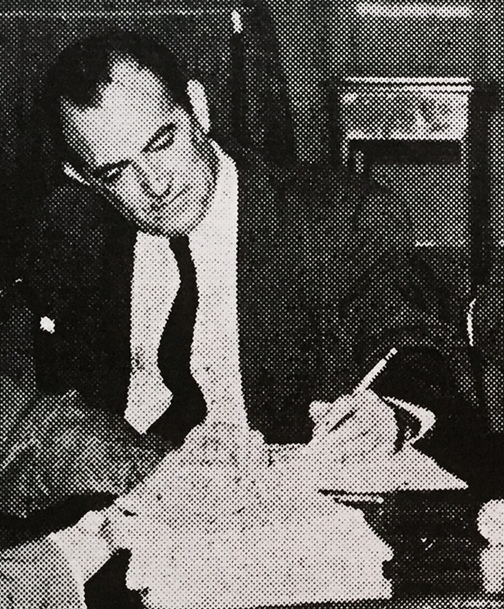
El periodista Miguel Otero Silva fue varias veces encarcelado por regímenes dictatoriales.

En abril de 1950, durante los inicios de los trabajos de construcción del estadio olímpico universitario se realizó un acto donde estuvieron presentes los tres principales funcionarios de la junta militar, Carlos Delgado Chalbaud, Marcos Pérez Jiménez y Luis Llovera Páez. En la nota publicada por el diario El Nacional sobre el evento del periodista Napoleón Arráiz se encontraba una polémica frase que decía que durante el evento «estaban presentes los tres cochinitos». Tras la publicación, el periódico fue suspendido y fueron detenidos varios trabajadores, entre los que se encontraba Arráiz y el dueño del diario, Miguel Otero Silva.
La junta fue sustituida por la dictadura de Marcos Pérez Jiménez que continuó con la aplicación de censura, por lo que militantes políticos del partido Acción Democrática y el Partido Comunista publicaron de forma clandestina periódicos como Tribuna Popular, Liberación, Resistencia, Noticias de Venezuela, Venezuela Democrática y Rebelión; donde se denunciaban los abusos de la dictadura.Mientras que el periodista José Agustín Catalá publicó en 1952 su libro Venezuela bajo el signo del terror 1948-1952. Libro negro de una dictadura donde denunciaba los abusos de la dictadura, lo que le valió la cárcel y torturas.
En varias ocasiones, periodistas, editores y directores eran citados a la sede de la policía política, la Seguridad Nacional, o tenían que comparecer ante Laureano Vallenilla-Lanz Planchart, ministro del interior. Esto provocó que muchos periódicos le dedicaran la mayor parte de su contenido a temas deportivos y culturales. En cambio funcionarios del gobierno adquirieron el diario El Heraldo, que se convirtió en uno de los medios de propaganda oficial.
El régimen también censuró obras de teatro, clausurando varios grupos teatrales y hostigando a algunos actores. En 1955, al estrenarse la obra de teatro Caín adolescente de Román Chalbaud, este fue interrogado por la policía que le cuestionó por el supuesto tema comunista de la obra, ya que estaba ambientada en un barrio marginal en un cerro de la ciudad, lo que lo hacia sospechosa para las autoridades.
La censura también fue aplicada contra periodistas extranjeros. El régimen controlaba las líneas telefónicas y la información que enviaban los reporteros a los periódicos extranjeros, aunque solo los que hablaban en inglés y español. Los censores borraban la información que era enviada por los corresponsales, lo que provocó que varios enviaran información en otros idiomas para saltar los controles. Además, la dictadura advirtió a periodistas extranjeros con la expulsión del país si intentaban evitar la censura. El periodista del Chicago Tribune, Jules Dubois, fue expulsado del país apenas a un día de haber arribado a la nación.

#### Gobierno de Rómulo Betancourt
Durante el segundo gobierno de Rómulo Betancourt ocurrieron varios levantamientos armados e inicio la lucha armada por parte de grupos guerrilleros, lo que generó la aplicación de censura a algunos medios vinculados a estos grupos. Tras la ruptura de las relaciones diplomáticas entre Cuba y Venezuela, fueron allanadas las sedes del diario El Clarín. En la visita del presidente John F. Kennedy fue suspendido el diario La Hora y posteriormente fueron suspendidos por 30 días los periódicos El Clarín y Tribuna Popular por supuestamente difundir información que promovió la desobediencia.
Representantes del periódico El Clarín denunciaron que en varias ocasiones fue censurado, allanado y clausurado; y algunos de sus periodistas y trabajadores sufrieron acosos y fueron detenidos. En 1961, desde el diario denunciaron que al momento de intentar publicar la edición que contenía la noticia sobre el asesinato del estudiante Alberto Rudas Mezones, una comisión de la Digepol se presentó en su sede y prohibió su circulación. Aunque posteriormente se aceptó la publicación con algunas modificaciones y un cambio en el titular de la noticia.
Ante los diversos intentos de insurrección militar y de grupos guerrilleros, el gobierno suspendió las garantías constitucionales, lo que provocó restricciones en la libertad de expresión y que se instalaran censores en algunos medios para revisar la información.Tras los sucesos del Porteñazo el ministro de Relaciones Interiores, Carlos Andrés Pérez por medio de una resolución exigió a los medios de comunicación consultar previamente con funcionarios del gobierno la difusión de información relacionada con manifestaciones, detenciones y actos de terrorismo.
Esto llevó a que se instalaran censores en diversos medios de prensa y amenazas de aplicar sanciones a los infractores. Ante estos hechos, Ana Luisa Llovera, presidenta de la Asociación Venezolana de Periodistas (AVP), presentó en la Cámara de Diputados un informe donde expresaba la preocupación por la situación de la libertad de prensa en el país.Por su parte la Cámara de Diputados divulgó un comunicado donde mostraba su preocupación por la situación de la libertad de expresión.
Ante la prohibición de publicar ciertos artículos, el diario El Clarín comenzó a dejar espacios en blanco en el lugar de los artículos prohibidos, luego fue prohibido por las autoridades dejar espacios en blanco, por lo que fueron sustituidos por párrafos con símbolos ilegibles.
En 1962 el presidente Rómulo Betancourt demandó a Luis Miquilena director del periódico El Clarín por información que había sido publicada en el diario. También fueron recogidas por parte de las autoridades algunas ediciones de La Pava Macha, un semanario dirigido por Francisco «Kotepa» Delgado.El 24 de octubre de 1963, día del periodista, fue declarado como día de duelo por el Sindicato Nacional de los Trabajadores de la Prensa (SNTP). El sindicato denunciaba el ataque a la libertad de expresión por parte del gobierno y solicitó la liberación de 27 periodistas encarcelados.
Entre 1961 y 1963 se produjo un boicot en contra del periódico El Nacional, el cual era el de mayor circulación de la nación y que mantenía una línea editorial asociada a la izquierda. La Asociación Nacional de Anunciantes presionó para evitar publicar publicidad en el diario, lo que provocó perdidas económicas. El diario en una publicación denunció que por medio de acosos y amenazas se intentaba alejar a los anunciantes con el objetivo de coaccionar al periódico y lograr que cambiara su línea editorial. Esto obligó a que el propietario Miguel Otero Silva vendiera sus acciones y abandonara el medio junto con varios redactores, posteriormente se cambiaría la junta directiva y volverían los anunciantes tras lograr cambiar la línea editorial del diario.
En 2021, la BBC informó que según documentos desclasificados por el gobierno inglés, el boicot fue una operación orquestada por los servicios de inteligencia británica en el marco de la Guerra Fría.La operación estuvo a cargo de Leslie Boas, quien era el primer secretario de la Embajada de Reino Unido en Venezuela y encargado del Departamento de Investigación de Información, una oficina secretea del Foreign Office. Según Boas se organizó el boicot para que el diario detuviera una supuesta campaña en la cual llamaba a expropiar empresas y promover agitaciones comunistas.
Según los documentos, en la campaña participaron organizaciones como el Instituto Venezolano de Estudios Económicos y Sociales, compuesta por banqueros y empresarios, movimientos anticastristas locales, la asociación de mujeres católicas, entre otras. Según el periodista Miguel Henrique Otero los promotores del boicot tenían su sede en el diario El Universal.En los documentos se mencionó también la participación de otros medios, algunos pertenecientes a la Cadena Capriles, que participaron en la campaña publicando avisos en contra de El Nacional firmados por la Organización de Lucha Anticomunista (O.L.A.). También se hizo referencia al apoyo «indirecto» del gobierno de Betancourt al boicot, evitando publicar anuncios gubernamentales en el diario.

#### Gobierno de Raúl Leoni
Durante el gobierno de Raúl Leoni se mantuvieron medidas de censuras contra algunos medios que divulgaban información vinculada a grupos guerrilleros. El periódico El Clarín fue suspendido tras publicar una entrevista con el guerrillero Fabricio Ojeda.Mientras que el diario La Extra y la revista Venezuela Gráfica fueron clausurados por incluir un reportaje sobre la guerrilla escrito por Teodoro Petkoff.
Desde 1964 se denunció el acoso a algunos medios vinculados con la Cadena Capriles. Se denunció que el diario La Esfera fue vetado de recibir publicidad gubernamental por su línea editorial crítica. Un año después se allanaron las sedes de los diarios Últimas Noticias, La Esfera y El Mundo; y fueron detenidos el editor Miguel Ángel Capriles y Víctor Simone D’Lima acusados por supuestamente conspirar. Ante estos hechos, desde la Cadena Capriles se denunció la situación en la Sociedad Interamericana de Prensa (SIP).

En 1966 en una entrevista el escritor Arturo Uslar Pietri se mostró criticó con el periodismo venezolano y expresó su preocupación por los riesgos para la democracia y la libertad de expresión por la presunta manipulación de la opinión pública por parte de los grandes medios de comunicación privados.En la entrevista expresó:
«El periodismo en Venezuela ha estado en una posición sumamente subalterna y los periódicos en este país han llegado a ser grandes empresas plutocráticas y capitalistas... Hay, hoy en día, el peligro de que estas empresas se conviertan en grandes fábricas de opinión, lo que podría ser muy peligroso para un país el que la posibilidad de determinar la opinión pública quedase en manos de tres o cuatro ricos que pudieran decir: "Vamos a fabricar este hombre, vamos a destruir este otro, vamos a hacer que la gente le coja odio a esta idea o crea en aquella". Eso es un peligro inmenso para una democracia, de modo que no hay que contemplarlo con ideas románticas. Hay que asegurarle a los periodistas, a los hombres que hacen los periódicos, todas las garantías en su trabajo; hay que crear una responsabilidad, un límite al poder de los fabricantes plutocráticos y empresariales de opinión, que puedan convertirse en dictadores del país a través del poder económico».

#### Primer gobierno de Rafael Caldera
Durante el primer gobierno de Rafael Caldera se denunciaron algunos casos de censura. Durante la campaña electoral, los periódicos El Nacional, La Verdad y Panorama denunciaron un supuesto acuerdo entre el partido Copei y la Cadena Capriles en la que se le otorgaría el cargo de senador a Miguel Ángel Capriles Ayala y algunos puestos en el gobierno a ejecutivos del grupo mediático. A cambio, las publicaciones del grupo deberían divulgar opiniones y publicidad favorable a Copei.Además, los tres periódicos denunciantes se negaron a publicar información sobre la campaña electoral de Caldera. Esto provocó la renuncia del director de El Nacional, Ramón J. Velásquez, quien expresó no compartir estas acciones.
Según el periodista Eleazar Díaz Rangel, en años siguientes este tipo de acuerdo supuestamente también se estableció entre el partido Acción Democrática y el Bloque Dearmas. Lo que provocaría, según Díaz Rangel, que algunos medios tomaran una actitud partidista y parcializada poniendo en peligro la libertad de expresión.
En 1971 se filtró en la prensa información gubernamental sobre las relaciones con Colombia y un posible intento de invasión a Venezuela. Esto llevó a que se decomisaran las ediciones del 1 de octubre del periódico El Mundo, así como las de la revista Punto Negro. También fueron allanadas las sedes del periódico Crítica y La Religión. Posteriormente, un tribunal militar solicitó la detención de Miguel Ángel Capriles Ayala, por lo que este se asiló en la embajada de Nicaragua y luego se exilió. A su regreso al país fue detenido pero los cargos fueron sobreseídos.
Desde algunos medios de comunicación se empezaron a publicar opiniones de personalidades que estaban en contra de la divulgación de obras consideradas obscenas. Desde la Dirección de Espectáculos del Departamento Libertador se inició una campaña que prohibió 38 películas y multo a varios cines. Además, se establecieron funcionarios en aduanas y oficinas postales para decomisar revistas consideradas obscenas, llegando a decomisarse 10000.
En 1972 ocurrió el polémico caso Ratto Ciarlo. Ese año fue publicado en el diario Últimas Noticias el cuento «El niñito no sabe lo que hace» del escritor Argenis Rodríguez, donde se narraban las relaciones sexuales de un niño y la empleada doméstica que lo cuidaba. El editor del periódico encargado de publicar el cuento fue José Ratto Ciarlo.La publicación del cuento provocó el descontento de cierto sector de la sociedad incluida la organización Consejo Pro-defensa de la familia y otras de carácter religioso. Incluso grupos de personas hicieron recorridos casa por casa para recoger la edición del periódico donde se había publicado el cuento.
Ante las críticas, Ratto Ciarlo denunció la hipocresía y el «falso puritanismo» de los que los acusaban, logrando despertar el apoyo de varios intelectuales y políticos. Ratto Ciarlo fue denunciado por promover pornografía y estuvo cerca de 4 semanas preso en el Retén del Junquito.

#### Primer gobierno de Carlos Andrés Pérez
En 1976, durante el primer gobierno de Carlos Andrés Pérez, la organización no gubernamental Comité en Defensa de los Derechos Humanos (CDDH) denunció la incautación de algunos periódicos oficiales de partidos de izquierdas y el acoso en contra de sus periodistas.En 1975 fueron decomisadas las ediciones de la revista Al Margen publicada por Simón Sáez Mérida. La periodista Irma Barreto fue detenida en 1977 tras publicar un reportaje en donde entrevistaba a un grupo de fugados de la cárcel de La Pica. También fue suspendido la emisión del programa de Renny Ottolina trasmitido por RCTV.Ese mismo año la DISIP allanó la sede del periódico ¿Qué hacer?, confiscando material y deteniendo a algunos de sus trabajadores, misma suerte correrían periodistas de la publicación Ruptura. También fueron confiscadas las ediciones de la revista Resumen de Jorge Olavarría, este último fue detenido en 1979 por supuestamente vilipendiar al presidente.
En 1976 el escritor Salvador Garmendia publicó su relato «El inquieto anacobero», un cuento donde se narran las conversaciones entre varios amigos usando groserías. Días después, la organización Bloque de Prensa Venezolano difundió un remitido de censura contra el cuento por considerar que «lesiona los principios morales de la sociedad venezolana». Incluso se llegó a denunciar su publicación en la fiscalía por el uso de lenguaje obsceno y vulgar, aunque esta no prosperó.

#### Gobierno de Luis Herrera Campíns
Durante el gobierno de Luis Herrera Campíns se denunciaron algunos hechos de censuras. En 1981 fue juzgada por un tribunal militar la periodista María Eugenia Díaz por supuestamente revelar secretos militares. Sin embargo, la defensa logró que el caso fuera juzgado en un tribunal civil donde fue absuelta.Un año después fueron arrestados por medio de una resolución emitida por Rodolfo J. Cárdenas, gobernador del Distrito Federal, los periodistas Jorge Olavarría, Amable Rosales y Rafael Poleo por supuestas ofensas en contra de Simón Bolívar, las Fuerzas Armadas, el presidente y el gobernador del Distrito Federal.

Por su parte, el presidente Herrera se mostró criticó con algunos medios de comunicación venezolanos. En una conferencia sobre la libertad de prensa en Estados Unidos expresó:
«...en Venezuela, los propietarios de los medios determinan de antemano lo que debe ocurrir en el día y pautan a sus periodistas para que encuentren datos que corroboren la información. En efecto, en Venezuela existe más libertad de empresa que de información...».

#### Gobierno de Jaime Lusinchi
Durante el gobierno de Jaime Lusinchi existieron varios casos de censura. En 1984 la organización no gubernamental Comité Luto Activo publicó las cifras del anuario de la Fiscalía General de la República que contenían el número de personas muertas por la violencia policial y los organismos de seguridad responsables de los casos. Esto provocó que desde esa fecha se dejara de publicar el anuario.
En 1984, la organización no gubernamental Index on Censorship denunció la suspensión de una transmisión radial de un programa producido por la Cámara Venezolana de Radiodifusores y retransmitida por varias emisoras. La suspensión ocurrió luego que en el programa se criticara el exceso de poder del presidente.
En 1986 el editor de El Diario de Caracas, Rodolfo Schmidt, fue arrestado dos veces por varios meses luego de publicar varios artículos en donde criticaba la corrupción gubernamental y policial. Según la organización no gubernamental Index on Censorship, Schmidt fue liberado tras un acuerdo entre él, el periódico y el gobierno. El acuerdo exigía que Schmidt dimitiera, la remoción de varios columnistas críticos con el gobierno y la paralización de una serie sobre corrupción que publicaba el diario.Un año después fue detenido el editor Víctor Manuel González del semanario El Espectador de Guayana que había publicado información sobre corrupción de funcionarios locales. González fue acusado de violar la Ley de Vagos y Maleantes y condenado a cinco años de prisión, su caso fue denunciado por Amnistía Internacional.
Producto del escándalo debido al proceso de divorcio del presidente Lusinchi por su relación extramarital con su secretaría Blanca Ibáñez, provocó que algunos medios fueran censurados. Publicaciones extranjeras como diario español El País y las revistas Interviú y Cambio 16 que publicaron noticias sobre el tema fueron confiscadas o compradas en masa por funcionarios gubernamentales. En 1987 Gladys Castillo, entonces esposa del presidente, convocó a una rueda de prensa para dar su versión de los hechos. En la comparecencia estuvieron los principales medios de comunicación del país, sin embargo, la noticia fue solo publicada por el diario El Nacional.Castillo volvió a convocar a una rueda de prensa dirigida a los miembros del Congreso. En ella afirmó que la primera dama de Venezuela no tenía libertad de expresión. La noticia fue de nuevo publicada solo por el diario El Nacional. Luego, según el director del diario Miguel Henrique Otero, a su periódico se le vetó de que el gobierno pagara por colocar publicidad gubernamental en el diario durante tres meses.
Desde diversos medios de comunicación se denunció que el gobierno de Lusinchi usó el sistema de control cambiario, Recadi, para presionar a la prensa. El dueño del diario El Nacional, Miguel Henrique Otero, denuncio ante la Sociedad Interamericana de Prensa que se le negaron dólares para comprar papel y otros recursos.El empresario Marcel Granier criticó el uso del control de cambio, llegando a afirmar que «(...) Ni la dictadura de Juan Vicente Gómez llegó en sus tiempos más negros a disponer de la décima parte del poder que representa el régimen de cambio diferencial».
Según la versión de la periodista Rossana Ordóñez su despido de RCTV en 1987 se debió a presiones gubernamentales debido a una broma que hizo sobre la amante del presidente. Ordóñez en un programa bromeo sobre a cuales mujeres le gustaría a la gente que fueran presidentas y en primer lugar mencionó a Blanca Ibáñez. Al siguiente día la despidieron y la razón que le dieron fue que por algo que dijo en su programa.Meses después, al medio Radio Suave le fue suspendida la licencia luego de emitir un programa dirigido por Isa Dobles donde se trató el tema del divorcio y se entrevistó a Gladys Castillo. Luego se le devolvió la licencia al medio, pero el programa de Dobles no volvió al aire. Dobles también había denunciado previamente haber sido despedida de un medio por presiones gubernamentales por la cobertura que hizo durante las elecciones internas del partido del presidente, Acción Democrática.
En 1988 se produjo una manifestación de más de dos mil periodistas en Caracas protestando por la censura y las limitaciones contra la libertad de expresión. Desde Sindicato Nacional de Trabajadores de la Prensa (SNTP) denunciaron que durante el gobierno de Lusinchi habían sido detenidos siete periodistas, despedido a varios por supuestas presiones del gobierno y amenazados de muerte aquellos que escribían sobre corrupción y la policía. También reportaron la suspensión de licencias de estaciones de radio y la confiscación de publicaciones extranjeras con información negativa del gobierno.Mientras que la Sociedad Interamericana de Prensa publicó comunicados en 1986, 1987 y 1988 mostrando su preocupación por la situación de la libertad de expresión en el país.
En 1988 el escritor Denzil Romero publicó la novela La esposa del Dr. Thorne donde se narraban las supuestas aventuras sexuales de la líder independentista Manuela Sáenz. La obra causó polémica en Venezuela, Colombia y Ecuador; en este último país se le acusó de «difamar la memoria de la heroína quiteña». Desde escritores, historiadores, la Sociedad Bolivariana e incluso el canciller de Ecuador llegaron a criticar a Romero y su obra. En Venezuela, ante las presiones la Academia Nacional de la Historia de Venezuela rechazó la posibilidad de aplicar cualquier sanción contra el escritor y manifestó su respeto por la libertad de expresión.

#### Segundo gobierno de Carlos Andrés Pérez
Durante el segundo gobierno de Carlos Andrés Pérez en un comienzo se relajan las relaciones entre la prensa que se habían mantenido tensas con el gobierno anterior. Sin embargo, a medida que aumentó la conflictividad social las organizaciones no gubernamentales Amnistía internacional y Human Rights Watch reportaron casos de censura y de periodistas que sufrieron acosos, ataques y algunos que murieron mientras cubrían manifestaciones antigubernamentales. Mencionaron un caso durante una manifestación en donde un periodista del diario El Nacional tomó varias fotos de detenidos por la policía, provocando que se le acercaran funcionarios que lo golpearon y le aplicaron electricidad para posteriormente quitarle la cámara.En otro caso, durante una manifestación antigubernamental murió la periodista María Verónica Tessari al ser impactada por una bomba lacrimógena lanzada por la policía. En la misma manifestación fue herida la periodista Herminia Serrano y detenido Francisco Solórzano, miembro del Colegio Nacional de Periodistas.
En 1993 el Sindicato Nacional de Trabajadores de la Prensa (SNTP) divulgó un documento en donde mencionaba que 56 periodistas fueron víctimas de abuso policial el año anterior. Mientras que la organización no gubernamental PROVEA en un informe de 1992 mencionó 123 casos de periodistas que habían sufrido abusos físicos, intimidación, detenciones, citaciones judiciales y obstrucción para realizar su trabajo.
Durante los dos intentos de golpes de Estado de 1992, las garantías constitucionales fueron suspendidas, entre ellas la libertad de expresión.Tras el primer intento golpe de Estado el gobierno aplicó la censura contra varios medios. Fueron confiscadas las ediciones del periódico El Nuevo País publicada el 7 de febrero, también fueron allanadas las oficinas del semanario Elite y Zeta; y se prohibió la circulación de la edición de Zeta.Además, fueron allanadas las oficinas de El Diario de Caracas y se retiró un suplemento especial sobre el golpe que iba a ser publicado. El 10 de febrero fue allanada la sede del periódico El Nacional y suspendida su circulación.
El gobierno instauró censores en varios medios, ante esto el diario El Nacional publicó una edición en la cual se encontraba un espacio en blanco con la palabra «censurado» en los artículos que habían sido prohibidos.Por otra parte, el militar retirado Jacobo Yépez Daza junto con otros setenta militares retirados publicaron un comunicado pagado en varios periódicos donde criticaban al gobierno. El 8 de febrero fue detenido, aunque fue liberado días después.
El 10 de febrero, tras una reunión entre funcionarios gubernamentales y representantes de medios, fueron retirados los censores y el 17 de ese mismo mes fue restituida la libertad de expresión. A pesar de esto, se denunciaron presiones contra algunos medios. En marzo de 1992, el ministro del Interior, Luis Piñerúa Ordáz, exigió al medio Radio Rumbos que modificara su cobertura de una manifestación antigubernamental. Mientras que en abril la radio YVKE Mundial fue suspendida por ocho días porque difundía, según las autoridades, información que no se ajustaba a la verdad.
En 1992 se empezó a discutir en el congreso una posible reforma de la constitución que con respecto a la materia de libertad de expresión, buscaba establecer el derecho a réplica y limitar la cantidad de medios que podía estar en propiedad de una persona. Esto fue denunciado por algunos medios y organizaciones empresariales calificando el proyecto como un intento de imponer una «ley mordaza», tras las protestas el proyecto de reforma fue abandonado.

### SigloXXI

#### Gobierno de Hugo Chávez

##### Reportes
La Ley de Responsabilidad Social en Radio y Televisión (Ley Resorte) fue introducida durante la Revolución Bolivariana por el organismo CONATEL (Comisión Nacional de Telecomunicaciones de Venezuela) en diciembre del 2004, encargada de la censura radiofónica y televisiva de una amplia gama de contenidos. La ley incluye artículos que han sido objeto de controversia política. La oposición dice que dicha Ley es una «Ley Mordaza» con la que el Gobierno ha censurado efectivamente cualquier información crítica a su gestión, además de restringir gravemente la libertad de expresión de los medios restantes.
La ONG Human Rights Watch estableció que «durante el Gobierno del presidente Chávez y ahora durante la presidencia de Nicolás Maduro, la acumulación de poder en la rama ejecutiva y la erosión de las garantías sobre los derechos humanos han permitido al Gobierno intimidar, censurar y perseguir a sus críticos» e informó que los medios de radiodifusión pueden ser censurados si critican al Gobierno.
La ONG Reporteros sin Fronteras también dijo en 2013 que los medios de comunicación en Venezuela están «casi totalmente dominados por el gobierno y sus anuncios obligatorios, llamadas “cadenas”». Sin embargo, el gobierno dice que cerca del 70% de los medios, de ambos radio y televisión, están en manos privadas (opositoras a los Gobiernos de Chávez y de Maduro), mientras que solo el 5% de ellos son de propiedad estatal y el otro 25% son los medios comunitarios.
La Asociación de Entidades Periodísticas Argentinas repudió la censura que sufrió el canal argentino TN en Venezuela, calificándola como un grave hecho de censura que agrava el deterioro democrático en Venezuela.
Con respecto a la censura de Internet, en el marco de las Manifestaciones en Venezuela de 2014, Reporteros sin Fronteras advirtió la «creciente censura en el servicio de Internet en Venezuela», entre las que se incluyeron las imágenes de la red social Twitter, la aplicación Zello, y el bloqueo al acceso a Internet en el estado Táchira al oeste del país.

##### Televisión
El 15 de febrero de 2004 durante la transmisión del programa Aló Presidente, el presidente Hugo Chávez manifestó estar preparado con la Fuerza Armada Nacional Bolivariana para sacar del aire a Globovisión y Venevisión, a los cuales calificó de conspiradores, golpistas y terroristas.

###### Cierre de Radio Caracas Televisión

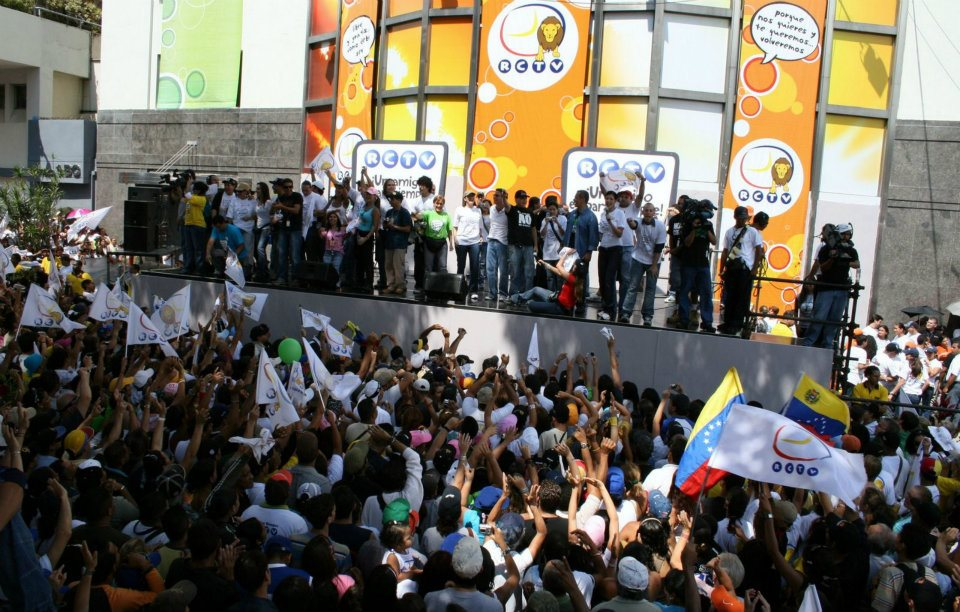
Manifestación al frente del edificio de RCTV en Caracas.

En mayo de 2007, las controversias acerca de la libertad de prensa se exacerbaron aún más con la no renovación de la concesión por señal abierta de Radio Caracas Televisión (RCTV). Un posterior artículo de Reporteros sin Fronteras declaró que «RsF condena la decisión del Tribunal Supremo de Justicia de Venezuela de no aceptar la apelación de RCTV ante la pérdida de su licencia como inadmisible». El presidente Chávez ya había dicho el 28 de diciembre del 2006 que él se opondría a la renovación de la licencia de transmisión de ese canal, acusándole de haber apoyado el momentáneo golpe de Estado que le derrocó brevemente el 11 de abril del 2002, y por su participación en el paro petrolero 2002-03. La apelación, lanzada el 9 de febrero de 2007, fue rechazada el 18 de mayo, poniéndole así un freno a cualquier debate posterior al respecto. 
Según el Gobierno de Chávez, la licencia expiró el 27 de mayo del mismo año, y no lo hará en el 2021 como RCTV alegó. Sin embargo, sin esperar a esa fecha o a una decisión relacionada por el Tribunal Suprema de Justicia, ya el presidente el 11 de mayo había firmado un decreto en el que asignaba la frecuencia del canal 2 a un nuevo canal gubernamental llamado TVES (Televisora venezolana social).La acción gubernamental generó protestas políticas y manifestaciones estudiantiles desde entonces. RCTV volvería a las operadoras de cable a través de la televisión por cable, en julio de 2007, con el nombre de RCTV Internacional. A comienzos del 2010, por una violación a la Ley de Responsabilidad Social en Radio y Televisión, el Gobierno ordenó la suspensión de la señal de RCTV en las operadoras de televisión por cable del país. pero en junio del mismo año, retornó la señal de RCTV en los sistemas de satélites y en ese año, empezó a emitir en internet; con una programación infantil y juvenil.

###### Globovisión dificultades y venta del canal
La recién joven televisora Globovisión que transmite noticias las 24 horas que se expandió en 1999, propiedad de Luis Teófilo Núñez Arismendi, Guillermo Zuloaga Núñez, Nelson Mezerhane y Alberto Federico Ravell. Fue presionada por el gobierno de Chávez luego del cierre de Radio Caracas Televisión (RCTV) a partir de 2008. CONATEL inició un proceso administrativo el 27 de noviembre por haber incurrido en la violación de la Ley Resorte durante los resultados de las elecciones regionales de 2008 al permitir que el candidato Henrique Salas Feo insta en el estado Carabobo a tomar la oficina Regional del CNE durante una entrevista, donde no hubo claridad en el resultado de las elecciones.  El 7 de mayo de 2009, CONATEL, le inicia un tercer proceso administrativo por informar de unos temblores en la capital siendo acusados de generar pánico a la población. El 5 de junio de 2009 el Seniat multa a Globovisión con 5.5 millones de bolívares fuertes (2.3 millones de dólares) argumentando omisión de pago de impuestos por la trasmisión de mensajes institucionales que no fueron declarados durante el paro nacional 2002-2003  Globovisión realiza con éxito el Globopotazo para pagar la multa astrnómica impuesta por el Seniat y junta en tiempo récord la multa, sin embargo el Seniat el 16 de junio sube a 9 millones de bolivares fuertes la multa. El 4 de agosto docenas de motorizados con boinas rojas rodearon la entrada y atacan las oficinas de Globovisión sometiendo a los guardias de seguridad, ingresaron a la fuerza a la planta baja del edificio rompiendo vidrios de puertas, ventanas y lanzaron dos bombas lacrimógenas. El presidente Chávez condenó el ataque y a la dirigente oficialista Lina Ron quien fue detenida durante dos meses después del incidente.
En octubre de 2011 el presidente de Conatel, Pedro Maldonado Marín, impuso una multa por unos 2,1 millones de dólares al canal por el tratamiento que dio a la crisis penitenciaria de la reyerta durante junio en la cárcel de El Rodeo. Guillermo Zuloaga dirigió una carta a los empleados del canal en la que confirmaba la intención de venta y explicaba que el canal era inviable económicamente, políticamente y jurídicamente. El 14 de mayo de 2013, se hizo efectiva la venta de Globovisión a los empresarios Raúl Gorrín, Juan Domingo Cordero y Gustavo Perdomo.

##### Cierre de emisoras de radio
Venezuela tiene dentro de espectro radial unas 699 emisoras a nivel nacional que se asegura que entre 2002 y 2022 se han cerrado 233 estaciones de radio, la historia ha remarcado al año 2022 como el año que más empresas radiales fueron clausurados por parte del gobierno.

###### Año 2009
Inicialmente se conoció Radiocidio en Venezuela a la intervención estatal de 32 emisoras de radio y 2 de televisión ocurrida el 1 de agosto de 2009.  Esta medida fue ordenada por el entonces director de la Comisión Nacional de Telecomunicaciones, Diosdado Cabello. Este hecho fue recibido como un acto de censura por diversas organizaciones no gubernamentales, gremios, y organismos internacionales. Bajo el argumento de no tener los requisitos legales para su funcionamiento, por fallecimiento del titular de la concesión, por extinción de la concesión de uso o por incumplimiento en la información de datos de los nuevos operadores en el caso de traspasos. Entre ellas el Circuito Nacional Belfort y la estación 102.3 FM CNB del periodista y presidente del Colegio Nacional de Periodistas William Echevarría, que retransmitía todos los días el  programa de opinión “Aló, Ciudadano”.

#### Dictadura de Nicolás Maduro

##### Televisión

###### Bloqueo y censura a cadenas internacionales
El Gobierno de Venezuela bloqueó y censuró las señales internacionales del canal de noticias colombiano NTN24 el 12 de febrero de 2014, quitándola de los operadores de televisión por cable ordenada por CONATEL. El 10 de octubre de ese mismo año se bloqueó el acceso al portal argentino de noticias Infobae.
En el 2017 el gobierno venezolano ordenó el bloqueo y censuró a la señal de CNN en Español después de un reportaje en donde se denunció el uso regular del pasaporte. en respuesta el gobierno venezolano señaló que "El procedimiento administrativo sancionatorio y la consecuente medida preventiva de suspensión y salida inmediata de las transmisiones de CNN en Español del territorio nacional no responde a un acto de censura, pero obedece a la abierta transgresión de la legislación venezolana por parte de esta empresa de comunicación, por el contrario". También el 15 de febrero del mismo año se sacó de operadoras de televisión por cable la televisora mexicana TV Azteca. El hecho fue condenado por organismos internacionales, la oposición venezolana y gremios internacionales de medios de comunicación. El 10 de abril de 2017, entre protestas antigubernamentales, el canal Todo Noticias de Argentina, fue retirado de la programación en todo el territorio venezolano. El 24 de agosto de ese mismo año, CONATEL sacó del aire a Caracol TV y a RCN Colombia.

###### Bloqueo de CNN en Español
A comienzos de febrero de 2017, CNN y CNN en Español lanzaron la nueva serie de investigación Passports in the Shadows (Pasaportes en las sombras) que reveló varias irregularidades relacionadas con la emisión de visas y pasaportes venezolanos. Además, se sugirió que la expedición de pasaportes y visados tuvo vínculos estrechos con personas sospechosas de participar en actividades terroristas. Se reveló en un documento confidencial que el vicepresidente venezolano, Tareck El Aissami, tenía vínculos con 173 personas de países del Medio Oriente, incluyendo individuos vinculados a Hezbolá con todos de ellos, que habían recibido pasaportes e identificaciones venezolanas.
El 15 de febrero de 2017 el gobierno venezolano ordenó a muchos de los proveedores de televisión por cable cortar la señal de la cadena estadounidense. Según el director de la Comisión Nacional de Telecomunicación Andrés Eloy Méndez como responsable, la televisora estadounidense "incita al odio religioso, racial y político, la violencia y otros asuntos". El organismo gubernamental ordenó a las empresas de televisión cortar la señal de CNN en Español en ese instante. El organismo gubernamental no ha respondido la pregunta de que si la cadena estadounidense será admitida de nuevo. Andrés Eloy Méndez leyó una proclamación, profundizando que los informes de CNN "desacreditan y deforman la verdad de la misma manera que amenazan la paz y la estabilidad democrática de Venezuela como la mayoría de ellos generan un clima de intolerancia."
Otros sociólogos y políticos lo ven como un mero acto autoritario y dictatorial.

###### Bloqueo a Caracol Televisión y RCN Televisión
Desde el cierre de la frontera entre Colombia y Venezuela en el año 2015, se retiró las señales nacionales de RCN Televisión y Caracol Televisión en los estados Zulia, Táchira y Apure, a pesar de la población colombo-venezolana en la frontera.
La noche del miércoles 23 de agosto de 2017, la Comisión Nacional de Telecomunicaciones de Venezuela (Conatel) le ordenó a las operadoras de televisión por cable de Venezuela sacar del aire a los canales colombianos Caracol Televisión y RCN Televisión sin alguna explicación oficial por el régimen de Nicolás Maduro, se presume que la primicia de la huida de la fiscal destituida Luisa Ortega Díaz de Venezuela a Colombia y sus polémicas declaraciones que invocan al gobierno venezolano del escándalo del Caso Odebrecht fueron las razones principales por las que el gobierno venezolano ordenó a Conatel cortar la señal de estos canales en el territorio venezolano.

###### Bloqueo a otros canales
En 2017 el canal Az Mundo es sacado de las cableoperadoras debido a la finalización del contrato entre Conatel y los canales de TV Azteca esto también afecto a sus canales hermanos (Az Clic, Az Corazón y Az Cinema). En abril de ese año también son sacados de la programación los canales Todo Noticias y El Tiempo Televisión, debido a que estos dos canales cubrían las manifestaciones a favor y en contra del gobierno en ese año, por lo que Conatel ordenó sacar su señal en DirecTV (Canal 716 y Canal 773 respectivamente) en DirecTV ya que era el único operador del país en contar con ambos canales.
En 2018 Conatel saca del aire al canal CNN Chile en DirecTV (Canal 707) en este operador debido a que DirecTV era el único cableoperador que contaba con dicha señal, el motivo de la censura no está confirmado, aunque posiblemente fue por la difusión de contenido considerado crítico al gobierno.
En febrero de 2019, Conatel ordenó sacar las señales de National Geographic, Antena 3 Internacional y VH1 HD por la cobertura del concierto "Venezuela Aid Live" (Las dos primeras señales regresaron en mayo y octubre respectivamente) mientras que VH1 HD regresó en 2020. También en ese mismo mes fue sacado la señal de TV Chile (anteriormente sacado del aire en 2010 por difusión de contenido contra el gobierno) por la cobertura de la "Ayuda Humanitaria" desde Cúcuta.
En abril de este año fueron sacadas las señales de CNN Internacional y BBC World News por cubrir las manifestaciones del 30 de abril aunque sus señales fueron restablecidas dos meses después. En ese mismo mes también fue sacado el canal DW Español durante la transmisión del documental "Venezuela la huida de un estado fallido" luego de concluir dicho documental la señal regreso al país.
El 25 de junio del 2023 en las cable operadoras sacan a la señal latinoamericana de TBS. Esta medida hizo evitar que llegue a las cableoperadoras el canal TNT Novelas debido a la ley de responsabilidad social de radio y televisión que se ha especulado que dicha ley, aprobada en Venezuela en 2004, podría haber sido un factor determinante. Esta ley establece restricciones a la programación televisiva, incluyendo la cantidad de contenido extranjero que puede transmitirse. Es posible que Warner Bros. Discovery haya considerado que cumplir con estas restricciones en Venezuela hubiera sido demasiado costoso o complicado.
El 30 de octubre de este año en las cable operadoras sacan a la señal latinoamericana de TruTV, para que su lugar a un nuevo canal Show Business the Channel. Esta medida hizo evitar que llegue a las cableoperadoras el canal Adult Swim Latinoamérica debido a la ley de responsabilidad social de radio y televisión, aprobada en 2004, que regula y aplica restricciones a los contenidos de la programación televisiva, incluyendo el contenido de animación para adultos que puede transmitirse.
El 4 de marzo del 2024 el gobierno de Nicolás Maduro ordena a Conatel retirar al canal alemán DW Español (anteriormente sacado del aire en 2019) por supuestamente de dar una publicación de la corrupción en Venezuela y al considerarlo un "canal nazi".

###### Bloqueo a VPItv
El 8 de enero de 2021 el gobierno de Nicolás Maduro siguiendo con la censura, envió a la comisión de Conatel que llegó a la sede de VPItv en Caracas se llevó los equipos del medio de comunicación, estuvo dedicada a transmitir en vivo a la Asamblea Nacional de Venezuela durante sus sesiones entre el periodo de 2015 al 2020 El 13 de enero VPItv anunció que dejaba de operar por falta de equipos

###### Canales de televisión extranjeros censurados
La censura a medios se han visto agravadas debido a restricciones en la conexión de los usuarios debido a fallas en la infraestructura de tecnológica a lo largo del territorio nacional, pero también han sido creados mecanismos de censura implementados por proveedores de Internet públicos y privados contra los principales portales de noticias. Algunos canales en donde fue registrado bloqueo fueron:
| Canal                  | Año de Censura         | Motivo |
| ---------------------- | ---------------------- | --- |
| TV Chile               | 2010 / febrero de 2019 | Difusión de contenido considerado crítico al gobierno / Reconocimiento al gobierno interino de Juan Guaidó                                                                                      |
| American Network       | 2010                   | Difusión de contenido considerado crítico al gobierno |
| Ritmoson               | 2010                   | Difusión de contenido considerado crítico al gobierno |
| Momentum               | 2010                   | Difusión de contenido considerado crítico al gobierno |
| América TV             | 2010                   | Difusión de contenido considerado crítico al gobierno |
| NTN24                  | 2014                   | Transmisión de manifestaciones contra el gobierno |
| CNN en Español         | febrero de 2017        | Investigación de pasaportes ilegales |
| Az Mundo               | febrero de 2017        | Transmisión de protestas opositoras |
| Todo Noticias          | abril de 2017          | Transmisión de protestas opositoras |
| El Tiempo Televisión   | abril de 2017          | Transmisión de protestas opositoras |
| Caracol Internacional  | agosto de 2017         | Cobertura de la exfiscal general Luisa Ortega en Colombia |
| RCN Nuestra Tele       | agosto de 2017         | Cobertura de la exfiscal general Luisa Ortega en Colombia |
| CNN Chile              | junio de 2018          | Transmisión de información contraria al gobierno |
| Canal 24 Horas         | enero de 2019          | Transmisión del proceso de ayuda humanitaria en la frontera |
| Antena 3 Internacional | febrero de 2019        | Transmisión de Venezuela Aid Live, regresó en octubre de 2019 |
| National Geographic    | febrero de 2019        | Transmisión de Venezuela Aid Live, regresó en mayo de 2019 |
| VH1 HD                 | febrero de 2019        | Transmisión de Venezuela Aid Live, regresó al año siguiente |
| CNN International      | abril de 2019          | Cobertura de las manifestaciones del 30 de abril, regresó en julio de 2019 |
| BBC World News         | abril de 2019          | Cobertura de las manifestaciones del 30 de abril, regresó en julio de 2019 |
| DW Español             | 2019 / 2024            | Documental "Venezuela - La huida de un Estado fallido", regresó al aire al final del documental / Sacado del aire por reportaje sobre el Cártel de los Soles y sobre la corrupción en Venezuela |
| Telearuba              | 2019                   | Reconocimiento al gobierno interino de Juan Guaidó |
| TeleCuraçao            | 2019                   | Reconocimiento al gobierno interino de Juan Guaidó |
| TBS Latinoamérica      | junio de 2023          | Transmisión de contenido considerado inapropiado por el gobierno |
| TruTV Latinoamérica    | octubre de 2023        | Transmisión de contenido considerado inapropiado por el gobierno, reemplazado por Show Business The Channel                                                                                     |

Fuentes: El Diario, ed. (5 de marzo de 2024). «Los canales internacionales que han sido sacados del aire en Venezuela». El Pitazo, ed. (5 de marzo de 2024). «Estos canales internacionales han salido del aire durante el gobierno de Maduro». Aporrea, ed. (7 de marzo de 2024). «14 canales internacionales fuera del aire en Venezuela desde 2010, según el SNTP». Efecto Cocuyo, ed. (5 de marzo de 2024). «Sntp tras salida de DW: Desde 2010 han sacado 14 canales internacionales». Voz de América, ed. (5 de marzo de 2024). «Señal de Deutsche Welle sale del aire en Venezuela, gobierno de Maduro acusa al medio alemán de propagar odio».

##### Diarios, periódicos y revistas
El 27 de junio de 2024 se celebró en Venezuela el Día Nacional del Periodista en un contexto marcado por la censura, una reducción significativa de periódicos y limitaciones a la prensa, según denunció Carlos Correa, director de la ONG Espacio Público. Correa destacó que en Venezuela, donde antes existían más de 100 periódicos, ahora quedan apenas 25, los cuales no publican diariamente. Este declive en la cantidad de medios se debe a políticas públicas restrictivas que han limitado la circulación de información. Las emisoras de radio y televisión que aún operan han disminuido sus equipos y cobertura informativa, afectando la difusión de temas de interés público. En respuesta a estas restricciones, han surgido iniciativas de medios digitales que han tenido que adaptarse en términos de financiamiento, lenguaje y métodos de trabajo. Correa señaló que una de las principales dificultades que enfrentan los periodistas es el acceso a información de interés público, debido a que las instituciones estatales restringen las ruedas de prensa, bloquean fuentes públicas de información y no rinden cuentas adecuadamente. Además, los periodistas y medios son objeto de hostigamiento, demandas y bloqueos en sus páginas web, lo que limita su capacidad para publicar información y fomentar el debate público en el país.
Durante el año 2014 la prensa escrita sufrió problemas con su inventario de papel junto a otros de distribución nacional y regionales debido a que no se hacía entrega de la divisa para la compra de papel, teniendo que reducir su número de páginas, aunque algunos diarios tuvieron que parar su imprenta, en el caso de este nunca ocurrió ya que logró recibir ayuda del Grupo de Diarios América. Por otro lado el diputado Julio Chávez aseguró que a una cantidad de medios no se les liquidó las divisas por tener retrasos en los pagos de solvencias laborales. 
La Asamblea Nacional, luego de una investigación, llegó a la conclusión que existiendo una gran importación de papel hecha por los medios impresos, los periódicos estaban reduciendo su tiraje y número de páginas.
Miguel Henrique Otero aseguró por entrevista a distancia -aprovechando la presencia de la asamblea general del SIP en Chile- que se dirigió en numerosas oportunidades al Complejo Editorial Alfredo Maneiro a solicitar servicio de venta papel, sin embargo, fue desmentido por el presidente del CEAM Hugo Cabezas.
En octubre de 2024 el Seniat ordenó el cierre por ocho meses del "Diario La Voz" fundado hace 58 años en el estado Miranda. Una comisión se presentó en los galpones donde se imprime el periódico y clausuró las instalaciones, quedando sin empleo 50 trabajadores directos. Espacio Público documentó entre enero y agosto de este año 507 denuncias de violaciones al derecho a la libertad de expresión en Venezuela. “Esta cifra representa un incremento del 89% con relación al número de casos y del 94% con respecto al número de violaciones documentadas en el mismo periodo del año pasado”.

###### Diario El Nacional
La empresa fue producto de las dificultades económicas y en el inventario de papel, por lo tanto el diario El Nacional dejó de publicarse los lunes y sábado a partir del 20 de agosto de 2018.
En 2015, Diosdado Cabello, mientras fungía como presidente de la Asamblea Nacional de Venezuela, interpuso una demanda contra el diario El Nacional, Tal Cual y el portal web La Patilla. Esta acción incluía a accionistas, directores, consejo editorial y dueños de los mencionados medios de comunicación. La demanda fue porque estos medios lo acusaron de presuntas vinculaciones con el narcotráfico. Tinedo Guía, presidente del Consejo Nacional de Periodistas de Venezuela, afirmó que “esta es una acción que busca asfixiar a los medios independientes, puesto que, metiendo presos a los propietarios de los mismos, no se solucionan los problemas que aquejan al ciudadano común”. Apenas unos días después de la demanda interpuesta por Cabello, la jueza 12.ª de juicio, María Eugenia Núñez, impuso prohibición de salida del país a 22 directivos de los medios mencionados anteriormente, acusados de difamación agravada continuada.
En abril de 2021 un Tribunal civil sancionó al Diario El Nacional con un pago de 237.000 petros, poco más de 13 millones de dólares ($ 13.366.800), por la demanda de agosto de 2015 por reeditar un artículo del diario   ABC de España del testimonio de Leamsy Salazar quien acusaba a Diosdado Cabello de vínculos con el narcotráfico, el abogado solicitó se explique como habían determinado ese monto "cantidad que nunca fuera demandada ni manejada dentro de juicio (...) sin explicar de modo alguno el cómo se determina la cifra a pagar como indemnización" El Nacional recurrirá a  Sistema Interamericano de Derechos Humanos (SIDH), Naciones Unidas y la Corte Penal Internacional.
El 14 de mayo de 2021 los tribunales procedieron al embargo del edificio del diario  El Nacional para presionar el pago de la demanda de Diosdado Cabello

###### Diario Panorama
El día 8 de enero de 2021 el Diario Panorama fue clausurado por cinco días. Otros tres medios de comunicación independientes Efecto Cocuyo, Caraota Digital y El Pitazo fueron acusados por Globovisión de estar siendo financiados para actuar en contra el gobierno.

###### Diario El Caroreño
El 7 de agosto de 2024 fue allanado el local del periódico El Caroreño en Carora en un operativo que estuvo a cargo de funcionarios del Servicio Bolivariano de Inteligencia Nacional y del Comando Nacional Antiextorsión y Secuestro de la Guardia Nacional Bolivariana.

##### Internet
La Organización de Naciones Unidas (ONU), el 29 de junio de 2012, a través de la resolución A/HRC/32/L.20 expuso el acceso al Internet como un derecho fundamental, mientras que la Organización de las Naciones Unidas para la Educación, la Ciencia y la Cultura (UNESCO) se refiere a la libertad de expresión como "la piedra angular de la democracia".
Debido a la gran influencia de medios digitales en Venezuela, como redes sociales, portales y páginas web informativas a grandes escalas, estas se han posicionado como grandes herramientas para el acceso a la información y la libertad de expresión debido a que se expuso que hay una hegemonía comunicacional por parte los principales medios de comunicación en radio y televisión. Debido a las diferentes situaciones sociopolíticas que ha enfrentado el país en el año 2017, muchos han sido los ciudadanos que acudieron a los medios de comunicación digitales para el libre acceso a la información y ejercer su derecho de libre expresión, así que el gobierno junto con los entes reguladores de los medios de comunicación recurrieron a implementar nuevos mecanismos legales que pretenden limitar el derecho a la información y a la libre expresión, como la ley resorte y la ley contra el odio.
Bloqueos temporales o permanentes de HTTP, ataques DDoS, Filtrados SNI y bloqueos de DNS, son las acciones o intentos de censura que el gobierno nacional implementa para regularizar o controlar el acceso a la información.

###### Año 2019
Para enero de 2019, el gobierno nacional había bloqueado decenas de páginas web en Internet, incluyendo a:
- El Nacional[127]
- La Patilla[128]
- El Pitazo[53]
- Contrapunto[53]
- Valera Noticias[53]
- Aporrea[53]
- Caraota Digital[53]
- Venezolanos por la información-VPI[53]
- VIVOplay[53]
- Maduradas[53]
- Sumarium[53]
- El Estímulo[53]
- Analítica[53]
- Punto de Corte[53]
- Instagram[129]
- Twitter[129]
- YouTube[129]
- Infobae
- DolarToday[130]

###### Año 2024
El 4 de julio de 2024 fueron bloqueadas las páginas web de Cazadores de Fake News y EsPaja, en las principales operadoras de telecomunicaciones en el país, debido a “restricciones” de CANTV, Digitel, Inter y Movistar, “Ha sido bloqueado en Venezuela por las principales operadoras de Internet. Esta acción corresponde a un patrón de censura y restricciones del que también han sido víctimas otros medios de comunicación en Venezuela”. La Voz de América advirtieron el mes de mayo pasado sobre la alta probabilidad de que comenzaran a circular cada vez más piezas de desinformación antes de la elección presidencial del 28 de julio, 
El 11 de julio el sitio web del Instituto Prensa y Sociedad de Venezuela (@ipysvenezuela) también fue bloqueado por las principales operadoras de Internet. IPYS es una ONG dedicada a la defensa y promoción de la libertad de expresión y el acceso a la información en Venezuela.
El 22 de julio bloquean 6 sitios web de cara a las presidenciales Tal Cual, El Estímulo, RunRunes y Analítica fueron los portales informativos,  Además, el acceso a las oenegés Medianálisis y al denunciante Ve Sin Filtro, que defiende los derechos digitales. 
El año 2024 fue afectado por el gobierno venezolano que bloqueó al menos unos 63 portales, así lo denunció la ONG Ve Sin Filtro, entre los bloqueos está el del acceso a la red social X desde el 8 de agosto lo que  hizo que los usuarios de las redes sociales instalaran VPN para poder acceder y así buscar y difundir información. Adicionalmente el gobierno corta la vía internet cuando la oposición la necesita para difundir ciertos susesos o aplican el corte de fluido eléctrico.

###### Bloqueo de Wikipedia

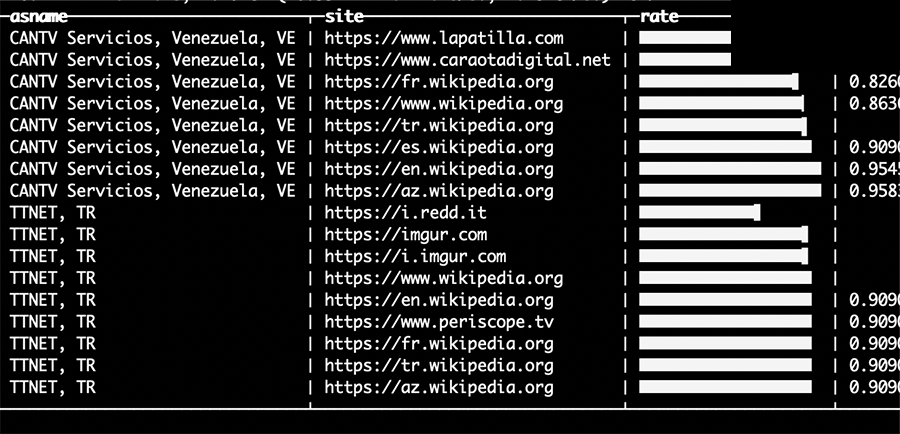
Reporte de Netblocks del incidente en desarrollo del bloqueo de Wikipedia en Venezuela por CANTV para el 12 de enero de 2019.

En la tarde del 12 de enero de 2019, el observatorio de Internet NetBlocks recolectó evidencia técnica del bloqueo de todas las ediciones de Wikipedia en Venezuela. Las restricciones fueron implementadas por CANTV, el proveedor de telecomunicaciones más grande del país. NetBlocks identificó una interrupción importante de la red afectando a la infraestructura de telecomunicaciones, que coincidió con otras restricciones afectando la capacidad de los venezolanos para acceder a la información en las 24 horas previas. Se cree que la causa es un intento de suprimir el artículo de Wikipedia del recién nombrado presidente de la Asamblea Nacional Juan Guaidó, que lo incluía como "51.° Presidente de la República Bolivariana de Venezuela". La información recolectada también muestra varios sitios web que recientemente habían sido restringidos, significando que la reciente inestabilidad política en el país puede ser la causa principal de un régimen mayor control del Internet.

###### Violaciones a los derechos humanos de wikipedistas en 2022
El 17 de octubre de 2022, Óscar Costero, reconocido wikipedista, se presentó en la sede principal del Servicio Administrativo de Identificación Migración y Extranjería (Saime) en Caracas, tras enfrentar dificultades en línea para renovar su pasaporte. Lo que parecía ser un mero trámite administrativo se convirtió en una serie de violaciones de derechos humanos.
A su llegada, se le informó de una supuesta "prohibición de salida del país". Una funcionaria, que no quiso identificarse, lo mantuvo en espera durante horas y finalmente le obligó a firmar una declaración indicando que estaba siendo investigado y que no había sido maltratado durante su estancia en Saime. Esta situación escaló rápidamente cuando, sin previo aviso, fue detenido por el Cuerpo de Investigaciones Científicas, Penales y Criminalísticas (CICPC) y trasladado para ser interrogado.
Las interrogantes giraron en torno a su vida personal, finanzas y su vinculación con Wikimedia, así como su relación con Santiago De Viana, editor en temas políticos en Wikipedia. Se reveló que De Viana había sido blanco de difamación, acusado de corrupción y nexos con el narcotráfico. En esta difamación, también se mencionó a Costero.
Esta serie de eventos se relaciona con una persecución que comenzó después de los apagones de 2019, intensificándose hacia finales de ese año contra Costero, De Viana y Wikimedia Venezuela. A pesar de ser liberado, Costero se encontró con restricciones a su libre tránsito y una continua negación a sus derechos fundamentales.
El 11 de noviembre de 2022, los abogados de Espacio Público trataron de acceder al expediente del caso, pero se enfrentaron a obstáculos por parte de las autoridades judiciales. Las irregularidades en el caso se acumularon, incluyendo la falta de información sobre los cargos específicos y el rechazo de una solicitud de amparo presentada en enero de 2023.
A pesar de la decisión judicial que alegaba que no se había cometido ningún acto lesivo contra Costero, es evidente que sus derechos al debido proceso, la libertad de asociación, la libre expresión y el libre tránsito fueron violados. Estos eventos son una muestra clara de la persecución judicial contra Costero y De Viana.
La defensa de Óscar Costero ha exigido repetidamente acceso completo al expediente del caso, enfatizando que sus derechos ya han sido gravemente vulnerados. La libertad de asociación y expresión son esenciales para una sociedad democrática y para el progreso de la misma. Se insta al Estado venezolano a respetar y garantizar estos derechos fundamentales, en línea con sus compromisos internacionales.

###### Controversia en Wikipedia
La tensión surgió a raíz de un conflicto editorial sobre el perfil biográfico de Juan Guaidó en Wikipedia. Los editores no lograron llegar a un consenso sobre si Guaidó debería ser reconocido como presidente de Venezuela. Esta "guerra de edición" llevó al gobierno a bloquear temporalmente el acceso a Wikipedia en el país. Aunque Wikimedia Venezuela solicitó claridad sobre las razones del bloqueo, el acceso se restableció una semana después sin una explicación oficial.

###### Detención y Violación al Debido Proceso
En octubre de 2022, Oscar Costero fue detenido de manera arbitraria cuando intentaba renovar su pasaporte. Durante su detención, fue interrogado sobre su vida personal, finanzas y su relación con Wikimedia y Santiago De Viana. Este acto fue denunciado por la ONG Espacio Público, que consideró la detención una violación del debido proceso. También se alega que Costero fue acusado sin fundamentos de legitimación de capitales e instigación al odio.

###### Campaña de difamación
De Viana fue particularmente susceptible a la difamación debido a un pseudónimo que utilizaba en Wikipedia, que estaba estrechamente ligado a su nombre real. A partir de ello, se lanzó una campaña de difamación en blogs anónimos, donde fue etiquetado como un "extorsionador de Wikipedia". Estos informes no verificados también vinculan a los editores con actividades de narcotráfico.

###### Repercusión y respuesta
La ONG Espacio Público ha defendido activamente los derechos de Oscar Costero, exigiendo transparencia y acceso al expediente del caso. La organización subraya la importancia de la libertad de expresión y asociación, y destaca cómo son esenciales para la existencia de una sociedad democrática.
El caso de Costero y De Viana ilustra la precaria situación de la libertad de expresión en ciertas regiones y resalta los desafíos que enfrentan aquellos que contribuyen a la difusión de información libre y objetiva.

###### Suspensión de X (anteriormente Twitter) y Signal
En agosto de 2024, Nicolás Maduro ordenó a Conatel el cierre por 10 días de la red social Twitter, al considerar que la red social ha "violado las normas de la propia red" y que "ha incitando al fascismo y al odio". También la aplicación de mensajería Signal (software) fue suspendida. La página web de @signalapp se encuentra bloqueada en la mayoría de los proveedores de internet. Finalmente Maduro decidió mantener el bloqueo de la red social Twitter, por lo cual los usuarios de las redes sociales instalaron VPN para poder acceder, y así buscar y difundir la información.

###### Informes censura en la web
Un informe de VE sin Filtro denuncia bloqueo de 134 sitios web en Venezuela, incluyendo 60 medios de comunicación desde el 4 de julio de 2024 hasta el 10 de enero de 2025

##### Radio

###### Año 2017
En el año 2017 según el Colegio Nacional de Periodistas denunció su secretario general, Edgar Cárdenas, hizo referencia que cerraron 55 emisoras de radio.

###### Año 2019
En abril de 2019 Conatel interviene la emisora Radio Caracas Radio y ordena su cierre.

###### Año 2021
El 20 de abril de 2021 tres radioemisoras son cerradas en menos un mes, Radio Selecta 102.7FM en Machiques, Aragua Mágica 88.1 FM y la última Radio Rumbos 670 AM en Vargas

###### Año 2022
En los siete primeros meses de 2022, Conatel ha clausurado 12 emisoras de radio. Las medidas del organismo, han recaído sobre Éxitos 90.5 FM y Calle 98.5 FM, en el estado Guárico,  Activa 89.3 FM, en Anzoátegui;  Topacio 101.5 FM, en Barinas; Triunfo 99.3 FM en Portuguesa y Mix 98.3 FM, en el estado Yaracuy.
El 16 de octubre de 2022 colegio de periodistas denunció que han sido cerradas 46 emisoras de radio en los cuatro últimos meses en siete estados. Tres nuevas emisoras fueron cerradas en el estado Yaracuy.  Zulia (19), Cojedes (14), Sucre (4), Yaracuy (3), Portuguesa (2), Carabobo (2), Guárico (2) y Barinas (2)
- Barinas
  - Topacio 101.5 FM
- Cojedes
  - Impacto 91.7 FM
  - Candela 92.9 FM.
  - Hits 92.5 FM
  - Luna 95.5 FM
  - Nex 100.1 FM
  - Moda 105.1 FM.

- Carabobo
  - Unión Radio Valencia 105.3 FM
  - Play Top Radio 91.5 FM

- Guárico
  - Éxitos 90.5 FM
  - Calle 98.5 FM

- Zulia
  - Candela 88.3 FM
  - Sensacional Estéreo 88.5 FM
  - Zulia Mía 91.3 FM
  - Kp 92.9 FM
  - Melódica 92.3 FM
  - Mágica 93.3 FM
  - Refugio 94.3 FM
  - Palabra 97.3 FM
  - High Class 98.1 FM
  - Destino 98.3 FM
  - Superior 101.1
  - Suave 102.7 FM
  - Radiolandia 103.3 FM
  - Río stereo 107.7

- Portuguesa
  - Astro 97.7 FM
  - Kalor 101.9 FM
  - Genial 89.8 FM
  - Triunfo 99.3 FM
  - Sonora 107.7 FM

- Maturín
  - radio Sabrosa 94,5 FM
  - Mix FM
- Yaracuy
  - Luz 102.9
  - Oasis 90.3
  - El Trocadero y el Cuarto Ángel 106.3

En octubre el Sindicato Nacional de Trabajadores de la Prensa ha denunciado que el régimen ha cerrado unas 79 emisoras de radio en 16 estados durante el año 2022 En el estado Falcón fueron cerradas diez emisoras. Anteriormente en noviembre de 2019, el circuito radial Jet 93.5 fue clausurado y decomisados los equipos. En el estado Sucre son siete las emisoras cerradas. El 22 de octubre fueron cerradas ocho emisoras en el estado Táchira por órdenes de Conatel, bajo el argumento de no habilitación”
- Estado Falcón
  - Metrópolis 88.1
  - Corianísima 90.1
  - Extrema 92.5
  - Jet 93.5  (2019)
  - Shalom 95.7
  - Top 97.1
  - Cultural 97.5.
  - CBN Radio 100.1
  - Calipso 101.5fm
  - Falconiana 102.7
  - Fiesta 106.5

- Estado Sucre
  - Bahía 102.5 FM
  - Café 100.9 FM
  - Radio NVH 102.1 FM
  - Cool FM
  - Radio Boom
  - Mágica FM
  - Juventud 100.5 FM.

- Estado Táchira
  - Activación Stereo 93.
  - La Nuestra 89.9
  - Pontálida 92.5
  - Somos 88.3
  - Esperanza Viva 98.1
  - Ángel 102.3,
  - Café 90.3
  - Explosión Stereo 95.7

En noviembre el Sindicato de Prensa denunció el cierre de cinco radioemisoras en Cabimas y Ciudad Ojeda continuando con  la censura en Venezuela Conatel cierra dos emisoras de radio La Cordillera 104.7 FM y Máxima 103.9 FM en el estado Mérida. Conatel deja pasar las solicitudes del trámite de renovación de las licencias y ese es uno de sus argumentos para el cierre.
- Cabimas
  - Activa 88.3 FM
  - Fiesta 101.1 FM
  - Buenísima 106.3 FM
  - Sabrosa 102.3 FM
- Ciudad Ojeda
  - Citojense Stereo 94.3 FM
- Mérida
  - Cordillera 104.7 FM
  - Máxima 103.9 FM

###### Año 2023
En marzo de 2023 Conatel cerró dos emisoras en el estado Portuguesa Radio Chabasquen 106.7 FM emisora estaba bajo la concesión de la Alcaldía local y cerró también Biscucuy Stereo 88.7 FM, en el municipio José Vicente de Unda. La ONG Espacio Público, detalló que al menos 284 emisoras de radio han sido cerradas a nivel nacional entre 2003 a 2022,En noviembre Conatel cerró la emisora Super Stereo 94.5 FM al haber fallecido el dueño Frank Villasmil, presidente y director de la emisora durante más de dos décadas, titular de la concesión otorgada por Conatel que operaba en Coro, estado Falcón. Según el artículo 10 de la Providencia Administrativa N.º 785 de Conatel establece que puede sentenciar la extinción de la concesión por, entre otras causas, la muerte del titular.
- Portuguesa
  - Chabasquen 106.7 FM
  - BiscuyStereo 88.7 FM
  - Playonera 88.3 FM.[164]
- Falcón
  - Super Sereo 94.5.[165]
- Táchira
  - Continental 103.5 FM en San Cristóbal.[166]
  - Éxtasis 97.7 FM.[167]
- Monagas
  - Fe y Alegría 105.9 FM en Maturín.[168]
- Carabobo
  - Modulación 100.3 FM[169]
- Anzoátegui
  - Espléndida 93.7 FM,  en El Tigre.[168]
- Redes
  - Radio Caracas Radio (RCR) 750 AM en Youtube (salió del aire en 2019).[170]
  - Portal de Observatorio Venezolano de Finanzas.[171]

###### Año 2024
En febrero cerraron tres emisoras en Ciudad Ojeda. Las emisoras afectadas fueron Senda 96.1 FM, Mágica 93.3 FM y Clásicos 93.9 FM luego de una «revisión técnica administrativa» por parte de Conatel, también en el estado Falcón se ordenó la salida del aire del programa institucional «Alcaldía al Día», transmitido durante dos años por La Kalle 89.9 FM.
Por otro lado en Trujillo el Sindicato Nacional de Trabajadores de la Prensa (SNTP) denunció el cierre de la emisora radial Ecos del Páramo 100.3 FM. ubicada en la población de Tuñame, ordenada por el gobernador del estado Trujillo por no transmitir su programa radial. «Esa emisora es del Partido y es de la revolución. Yo quiero esa emisora aquí transmitiendo el programa. Yo ordené hace un mes que se interviniera porque es del Partido Socialista Unido de Venezuela y la quiero transmitiendo el programa. El mundo al revés», afirmó. 
En abril cierran la emisora de Radio Cristal por parte de la Comisión Nacional de Telecomunicaciones (Conatel) quien ordenó el cierre de la emisora regional de Lara que se mantuvo operativa durante 60 años. Conatel ordena el cierre de la emisora Radio Minuto en Barquisimeto. El 18 de mayo el gobierno suspende la transmisión de la emisora Éxitos 93.1 en el estado Aragua para no trasmitir una entrevista al candidato Edmundo González Urrutia.
En junio de 2024 el SNTP denunció que la Comisión Nacional de Telecomunicaciones cerró la emisora Radio Deportiva 98.3 FM, del estado Guárico, luego de que funcionarios ordenaron “apagar el transmisor y decomisaron parte de los equipos”. Tenía 18 años de transmisiones. A este cierre se suma la emisora La vernácula 88.3 FM que operaba en Zaraza desde 2008 y Éxitos 90.5 FM en San Juan de los Morros.
En septiembre fue cerrado la emisora Victoria 103.9 FM en Aragua por medio de la resolución N GST-RS00899, donde se declara la ‘extinción de la habilitación de radiodifusión sonora’», informó la emisora en la red social X, con más de 20 años al aire. También cierran la emisora Radiohispana895, en Yaracuy, donde trabajaba el periodista Biagio Pilieri en el programa "La Hora Tricolor".

###### Año 2025
En marzo Conatel ordena el cierre de Radio Mundial 860 AM con sede en San Cristóbal.

##### Espionaje telefónico
La censura también ha ocurrido a través de la intervención de celulares y teléfonos fijos, los ciudadanos fueron acosados por sus propios celulares que eran requisados e investigados sus mensajes con anterioridad, Un informe de Transparencia en las Comunicaciones de 2022 presentó que por órdenes del gobierno de Nicolás Maduro fueron intervenidas al menos 1.584.547 líneas telefónicas de la compañía de telecomunicaciones Movistar, durante el año 2021, Andrés Azpúrua, director ejecutivo de Ve Sin Filtro preciso “Algunas de las personas cuyas comunicaciones han sido interceptadas incluyen ONG o actores cívicos. En la escala es muy grande y esto indica que es un abuso sistemático. No hay manera de esconder esto bajo investigaciones penales legítimas, esto se nota que es un tema abusivo y excesivo de parte del Estado”
La fiscalía ha venido utilizando y manipulando la mensajería de texto como prueba contundente para acusar de delitos comunes a opositores políticos, ciudadanos comunes y periodistas usando tecnología avanzada y técnicos extranjero para recuperar mensajes borrados, en 2014 el gobierno fundó el Centro de Seguridad y Protección de la Patria (CESPPA) un organismo cuyo objetivo básico es intervenir las comunicaciones, funciona en el Palacio Blanco (Caracas). También en 2014 el gobierno ha invertido para manejar una licencia del sistema Watson (inteligencia artificial) de la IBM para ampliar y analizar toda la data del CESPPA, ejecutado solo bajo el control de Héctor Dávila y miles de hackers informáticos trabajando,  Dávila fue director en la Escuela de Computación de la UCV, actual Presidente Editor del Grupo Últimas Noticias y técnico electoral (2024)
En agosto de 2024 el gobierno admitió que espió de forma ilegal a los cuatro expertos de la ONU durante su estadía en las elecciones presidenciales a través de un comunicado, el gobierno de Maduro procura desacreditar al Panel de Observadores por haber mantenido presuntos contactos telefónicos con funcionarios de Estados Unidos, lo que indica que vigilaban sus conversaciones. Jorge Rodríguez Gómez confirmó durante la sesión  ordinaria de la Asamblea Nacional del 14 de agosto; expresó “tuvieron frecuentes contactos directos, vía telefónica y a través de videoconferencias, con funcionarios del Departamento de Estado de los Estados Unidos”, por lo que sus declaraciones serían “instrucciones” de ese Gobierno.

##### Ataques a Reporteros y Camarógrafos

###### Sindicato Nacional de Trabajadores de la Prensa
El periodista Roland Carreño fue arrestado el 27 de octubre de 2020 y liberado después de tres años el 19 de octubre de 2023 tras el acuerdo de Barbados. Nuevamente fue detenido el 2 de agosto de 2024, según anunció el STNP, días después de las elecciones presidenciales.
Durante las manifestaciones de julio de 2024, el STNP registró que funcionarios de los cuerpos de seguridad del Estado habían ejecutado 40 actos de intimidación y agresiones contra periodistas. Al menos 14 periodistas y miembros de sus medios fueron deportados de Venezuela entre el 25 de julio y el 2 de agosto, según denunció en su cuenta de X (anteriormente Twitter) el Sindicato Nacional de Trabajadores de la Prensa. La mayoría de los periodistas fueron inadmitidos en Maiquetía y devueltos a su país de origen. Otros fueron detenidos por fuerzas de seguridad, incluso en sus hoteles y puntos de control policiales y militares, para trasladarlos al aeropuerto y expulsarlos.

###### Reporteros expulsados
El 25 de julio de 2024 el periodista Marco Bariletti y el camarógrafo Ivo Bonato italianos que trabajan para los informativos de RAI llegaron al aeropuerto internacional Simón Bolívar de Maiquetía este jueves 25 y fueron separados del resto de pasajeros en el control de pasaportes. Posteriormente, fueron expulsados con la obligación de regresar a Italia, denunciaron ambos. El ministro de Exteriores italiano, Antonio Tajani, condenó este viernes «las medidas de detención adoptadas contra ciudadanos venezolanos, su preocupación «por las continuas restricciones a la libertad de prensa»
El 26 de julio de 2024 el canciller de Chile, Alberto Van Klaveren, expresó su preocupación por la situación de un equipo de periodistas de la Televisión Nacional de Chile (TVN), detenidos en Venezuela por una patrulla militar en Barinas cuando reportaban las protestas por las elecciones presidenciales. El periodista  Iván Núñez y el camarógrafo José Luis Tapia serán deportados a la localidad colombiana de Cúcuta, según se le comunicó el embajador de Chile en Venezuela, Jaime Gazmuri. La cadena televisiva subrayó que los profesionales ingresaron legalmente y portando sus pasaportes al territorio venezolano vía Cúcuta y lograron cruzar dos controles “sin problemas”.
El 29 de julio es detenido durante la madrugada en su hotel el periodista español Juan Ramón Martínez Minuesa, conocido como Cake Minuesa lo trasladan al aeropuerto internacional para deportarlo a Bogota. 

## Constitución
La Constitución de Venezuela protege la libertad de expresión y la libertad de prensa, estableciendo que la comunicación es libre y plural. Concretamente, el artículo 57 determina que:

Toda persona tiene derecho a expresar libremente sus pensamientos, sus ideas u opiniones de viva voz, por escrito o mediante cualquier otra forma de expresión, y de hacer uso para ello de cualquier medio de comunicación y difusión, sin que pueda establecerse censura. No se permite el anonimato, ni la propaganda de guerra, ni los mensajes discriminatorios, ni los que promuevan la intolerancia religiosa.

### Leyes contra el derecho de opinión
El 8 de noviembre de 2017 la Asamblea Constituyente  aprobó la controversial Ley contra el Odio en su artículo 21 establece sentencias de hasta 20 años de cárcel para quien incite al odio, la discriminación o la violencia contra una persona o conjunto de personas mediante cualquier medio. La Relatoría Especial para la Libertad de Expresión de la Comisión Interamericana de Derechos Humanos (CIDH), manifestó su preocupación porque la ley "establece sanciones penales exorbitantes y facultades para censurar a medios tradicionales e Internet, en contradicción con los estándares internacionales en materia de libertad de expresión".

### Leyes de censura al derecho de organizaciones
En 2010 el gobierno implementó la Ley de la Soberanía y Autodeterminación Nacional para restringir el acceso a financiamiento de las organizaciones de defensa de derechos humanos. En noviembre de 2020 la Sudeban ordena a través de la Circular SIB-DSB-CJ-OD-06524 al sector bancario nacional implementar medidas de control para fortalecer los procedimientos, mecanismos y sistemas tecnológicos que permitan monitorear todas las operaciones de negocios o financieras llevadas a cabo por las organizaciones sin fines de lucro (ONG). La regulación fue emitida en Gaceta Oficial N.º 42.151 en junio.
El 21 de enero de 2024 fue aprobada por la Asamblea Nacional para su segunda discusión La Ley de Control y Regulación de las ONG que busca limitar la participación ciudadana y la defensa de derechos humanos, sin la participación de las ONG o una consulta pública sobre la ley.  En mayo de 2024 la Asamblea Nacional aprobó nueve artículos de 36 artículos que consta el proyecto de ley para controlar las Organizaciones no gubernamentales (ONG), bajo el pretexto de regular el financiamiento extranjero, se usan para sofocar las voces disidentes y el activismo de la sociedad civil. De aprobarse este proyecto de ley, Venezuela se acercará aún más al modelo autocrático ruso y se seguirá alejando de las democracias occidentales.
El 14 de agosto de 2024 la Asamblea Nacional aprobó en segunda discusión la ley de control y Regulación de ONG de 39 artículos, en medio de las denuncias de detenciones arbitrarias de opositores tras los comicios en los que el presidente Nicolás Maduro fue electo de manera dudosa para un tercer mandato consecutivo, se espera que el ejecutivo lo apruebe publique la controvertida ley en la gaceta oficial. De esta manera, Venezuela se suma a Cuba y Nicaragua como los únicos países de Latinoamérica en la categoría más restrictiva a las libertades civiles de la ciudadanía. Las ONG e instancias internacionales de defensa de derechos humanos han advertido de iniciar una ola represiva contra los más de mil detenidos y al menos 23 muertos, la cancelación de pasaportes a periodistas y activistas que ya venían aplicando después del 28 de julio. Esta ley permitiría al régimen de Nicolás Maduro, como en el caso ruso, limitar y controlar el derecho al financiamiento que existe en el marco de la cooperación internacional para la defensa de los derechos humanos y la promoción de la democracia. La ley se sanciona a pesar de que el alto comisionado de la ONU para los derechos humanos, Volker Türk, viene pidiendo desde el mes de mayo que no se aprueben los proyectos de ley para regular las ONG, por el impacto negativo que tendrían en los derechos humanos, “Instó a las autoridades a que no adopten estas u otras leyes que socavan el espacio cívico y democrático en el país”, expresó Türk.
Uno de sus primeros artículos establece la "obligación de registro" para todas las organizaciones de la sociedad civil. Esta obligación se extiende a organizaciones sociales sin fines de lucro domiciliadas en el extranjero que realicen actividades en el país, obliga la presentación detallada de informes financieros y descripciones de actividades, incluyendo origen y uso de fondos. Se otorgan también amplias e intrusivas facultades al Estado venezolano para la vigilancia, control y sanción de todo este tipo de organizaciones no gubernamentales. Por otra parte, el articulado prohíbe de manera expresa a las ONG realizar "actividades propias de partidos políticos u organizaciones con fines políticos”.

### Proyecto de Ley contra el fascismo, neofascismo y expresiones similares
La Asamblea Nacional aprobó en primera discusión la "ley contra el fascismo, neofascismo y expresiones similares" que consta de 30 artículos, para prohibir «la difusión de mensajes que hagan apología o promuevan la violencia como método de acción política o denigren de la democracia»,  establece la revocatoria de la concesión (artículo 28) contra medios radiales o televisivos que «difundan publicidad, propaganda o mensajes» sobre fascismo o actos violentos (censura) antecediendo las elecciones presidenciales 2024, la presente ley busca complementar la Ley de los Partidos Políticos (Venezuela) y la Ley Contra el Odio por la Convivencia y la Tranquilidad Pública, para que sea el escudo protector de la paz y la estabilidad pero también busca apagar la protesta y la disidencia en la política de Venezuela a través de las redes del internet bajo el pretexto del surgimiento de cualquier expresión de orden fascista, neofascista o de similar naturaleza. La ley tiene 30 artículos y señala que tiene por objeto a partir de su aprobación, prohibirá ciertos mensajes, por tuitear, compartir mensajes o audios por WhatsApp, difundir o tener en estados videos con denuncias, bromas o insultos contra el Gobierno o contra personas, organizaciones e instituciones afines al Gobierno venezolano que se han hecho virales.